# Liste de créateurs de caractères
Cet article dresse une liste de créateurs de caractères, c'est-à-dire de personnes dont le métier est de créer des polices d'écriture, soit pour le compte d'une fonderie, soit comme travailleur indépendant.
Voici une liste partielle des créateurs de caractères notables par pays, avec une police de caractères de signature (ou deux pour les créateurs importants).

## Liste
| Nom                            | Pays                  | Naissance et décès | Notes |
| ------------------------------ | --------------------- | ------------------ | --- |
| Vernon Adams                   | Royaume-Uni           | 1967–2016          | [ 1 ] |
| Otl Aicher                     | Allemagne             | 1922-1991          | [ 2 ] |
| Ludovico degli Arrighi         | Italie                | 1527               | [ 2 ] |
| Charles Robert Ashbee          | Royaume-Uni           | 1863-1942          | [ 2 ] |
| Antoine Augereau               | France                | c. 1485-1534       | [ 2 ] |
| George Auriol                  | France                | 1863-1938          | Auriol, Robur |
| Richard Austin                 | Royaume-Uni           | 1768-1830          | Bell, Scotch Roman |
| Christophe Badani              | France                | 1969               | |
| Paul Barnes                    | Royaume-Uni           | 1970               | Guardian Egyptian, avec Christian Schwartz (2005) |
| John Baskerville               | Royaume-Uni           | 1706-1775          | Baskerville |
| Herbert Bayer                  | Autriche              | 1900-1985          | [ 2 ] |
| Peter Behrens                  | Allemagne             | 1868-1940          | [ 2 ] |
| Edward Benguiat                | États-Unis            | 1927               | [ 2 ] |
| Morris Fuller Benton           | États-Unis            | 1872-1948          | Cloister, Franklin Gothic, Century Schoolbook, News Gothic, Bank Gothic |
| Bruno Bernard                  | France                | 1974               | Achemine (2008), Adso (2010) |
| Lucian Bernhard                | Allemagne             | 1883-1972          | [ 2 ] |
| Axel Bertram                   | Allemagne             | 1936-2019          | |
| Peter Biľak                    | République tchèque    | 1973               | FF Eureka, Fedra, Greta, Irma |
| Giambattista Bodoni            | Italie                | 1740-1813          | Bodoni |
| François Boltana               | France                | 1950-1999          | |
| Albert Boton                   | France                | 1932               | Eras (1976), avec Albert Hollenstein |
| Michel Bouvet                  | France                | 1955               | |
| Louis Braille                  | France                | 1809-1852          | |
| Neville Brody                  | Royaume-Uni           | 1957               | Arcadia, 1986 |
| Chris Burke                    | Royaume-Uni           | 1967               | [ 2 ] |
| Max Caflisch                   | Suisse                | 1916-2004          | [ 2 ] |
| Matthew Carter                 | Royaume-Uni           | 1937               | Snell Roundhand (1965) ; Shelley Script (1972) ; Galliard (1978) ; Charter (1987) ; Skia, Georgia, Mantinia (1993) ; Verdana (1996) ; Tahoma (1999)                                                            |
| William Caslon                 | Royaume-Uni           | 1692–1766          | Caslon |
| Cassandre                      | France                | 1901-1968          | Peignot, 1937, Acier, 1930 |
| William Caxton                 | Royaume-Uni           | 1421-1491          | [ 2 ] |
| Thomas James Cobden-Sanderson  | Royaume-Uni           | 1840-1922          | Doves Type |
| Charles Nicolas Cochin         | France                | 1715-1790          | [ 2 ] |
| Vincent Connare                | États-Unis            | 1960               | Comic Sans MS, Trebuchet |
| Enric Crous-Vidal              | Espagne               | 1908-1987          | [ 2 ] |
| Wim Crouwel                    | Pays-Bas              | 1928               | [ 2 ] |
| Carl Dair                      | Canada                | 1912-1967          | [ 2 ] |
| Ismar David                    | Allemagne             | 1910-1996          | |
| Alexandre de Berny             | France                | 1808-1881          | |
| Simon de Colines               | France                | 1475~1480-1546     | [ 2 ] |
| Bram de Does                   | Pays-Bas              | 1934-2015          | Trinité, Lexicon |
| Lucas de Groot                 | Pays-Bas              | 1963               | Thesis, TheAntiqua, Corpid, Calibri |
| Pierre di Sciullo              | France                | 1961               | [ 2 ] |
| Firmin Didot                   | France                | 1764-1836          | [ 2 ] |
| François Didot                 | France                | 1689-1757          | |
| François-Ambroise Didot        | France                | 1730-1804          | [ 2 ] |
| Pierre Didot                   | France                | 1760-1853          | |
| Otto Eckmann                   | Allemagne             | 1865-1902          | [ 2 ] |
| Michael Everson                | Irlande               | 1963               | Duibhlinn, Everson Mono, Last Resort |
| Roger Excoffon                 | France                | 1910-1983          | |
| Alfred Fairbank                | Royaume-Uni           | 1895-1982          | [ 2 ] |
| Mário Feliciano                | Portugal              | 1969               | Morgan, Rongel, Stella, Majerit, Sueca |
| John Fell                      | Royaume-Uni           | 1625-1686          | |
| François Fournier              | France                |                    | |
| Pierre-Simon Fournier le jeune | France                | 1712-1768          | [ 2 ] |
| Tobias Frere-Jones             | États-Unis            | 1970               | Interstate, Gotham, Reactor, ainsi que de nombreuses polices personnalisées pour des publications telles que The Wall Street Journal, GQ, Esquire, The New York Times Magazine                                 |
| Adrian Frutiger                | Suisse                | 1928‒2015          | Avenir, Frutiger, Univers |
| Joseph Fry                     | Royaume-Uni           | 1728-1787          | [ 2 ] |
| François Ganeau                | France                | 1912-1980          | [ 2 ] |
| Claude Garamond                | France                | 1500-1561          | Garamond |
| Karl Gerstner                  | Suisse                | 1930               | [ 2 ] |
| Raymond Gid                    | France                | 1905-2000          | |
| Eric Gill                      | Royaume-Uni           | 1882-1940          | Gill Sans, Perpetua, 1928 ; Joanna, 1937 |
| Bertram Grosvenor Goodhue      | États-Unis            | 1869-1924          | [ 2 ] |
| Frederic Goudy                 | États-Unis            | 1865-1947          | Copperplate, 1905 ; Goudy Old Style, 1915 ; Berkeley Oldstyle, 1938 |
| Phillippe Grandjean            | France                | 1666-1714          | [ 2 ] |
| Robert Granjon                 | France                | 1545-1588          | [ 2 ] |
| Eugène Grasset                 | France                | 1845-1917          | |
| Francesco Griffo               | Italic                | 14??-c.1518        | [ 2 ] |
| Arnao Guillén de Brocar        | Espagne               | 1460-1523          | |
| Hector Guimard                 | France                | 1867-1942          | |
| Johann Gutenberg               | Allemagne             | 1394-1468          | [ 2 ] |
| Victor Hammer                  | Autriche              | 1882-1967          | [ 2 ] |
| Sem Hartz                      | Pays-Bas              | 1912-1995          | Monotype Juliana |
| Pierre Haultin                 | France                | 15??-1589          | [ 2 ] |
| Sol Hess                       | États-Unis            | 1886-1953          | [ 2 ] |
| Cyrus Highsmith                | États-Unis            | 1973               | [ 2 ] |
| Jonathan Hoefler               | États-Unis            | 1970               | Knockout, Hoefler Text, en partenariat avec Tobias Frere-Jones |
| Kris Holmes                    | États-Unis            | 1950               | Lucida avec Charles Bigelow |
| John Hudson                    | Royaume-Uni, Canada   | 1968               | [ 2 ] |
| Joseph Jackson                 | Royaume-Uni           | 1733-1792          | [ 2 ] |
| Marcel Jacno                   | France                | 1904-1989          | [ 2 ] |
| Franck Jalleau                 | France                | 1962               | [ 2 ] |
| Jean Jannon                    | France                | 1580-1658          | [ 2 ] |
| Nicolas Jenson                 | France                | 1420-1480          | [ 2 ] |
| Edward Johnston                | Royaume-Uni           | 1872-1944          | Johnston, 1916 |
| Raghunath Joshi                | Inde                  | 1936-2008          | Mangal |
| Heinrich Jost                  | Allemagne             | 1889-1948          | Atrax (1926), Bauer Bodoni (1926), Beton (1931–1936) pour la fonderie Bauer ; Jost Mediaeval pour Ludwig & Mayer (en) (1927-1929) et un renouveau de Fraktur (1938) ; Aeterna (1927) et Georg Hartmann Antiqua |
| Louis Jou                      | France                | 1881-1968          | [ 2 ] |
| Susan Kare                     | États-Unis            | 1954               | polices Apple Macintosh originales, 1984 |
| Alexandra Korolkova            | Russie                | 1984               | PT Sans et PT Serif |
| Misztótfalusi Kis Miklós       | Hongrie               | 1650-1702          | [ 2 ] |
| Manfred Klein                  | Allemagne             | 1932               | [ 2 ] |
| Donald Knuth                   | États-Unis            | 1938               | Computer Modern |
| Akira Kobayashi                | Japon                 | 1960               | [ 2 ] |
| Rudolf Koch                    | Allemagne             | 1876-1934          | Kabel, Neuland, Wilhelm Klingspor Goticsh |
| Günter Gerhard Lange           | Allemagne             | 1921               | [ 2 ] |
| Fañch Le Hénaff                | France                | 1960               | |
| Jean-Baptiste Levée            | France                | 1981               | |
| Sheila Levrant de Bretteville  | États-Unis            |                    | |
| Zuzana Licko                   | États-Unis, Slovaquie | 1961               | [ 2 ] |
| Herb Lubalin                   | États-Unis            | 1918-1981          | Lubalin Graph |
| Louis-René Luce                | France                | 17??-1774          | [ 2 ] |
| Martin Majoor                  | Pays-Bas              | 1960               | FF Scala, FF Scala Sans, FF Seria, FF Seria Sans, FF Nexus Serif, FF Nexus Sans, FF Nexus Mix |
| Charles Malin                  | France                | 1883-1955          | [ 2 ] |
| Ladislas Mandel                | France                | 1921-2006          | |
| Aldus Manutius                 | Italie                | 1450-1515          | [ 2 ] |
| William Martin                 | Royaume-Uni           | 1815               | [ 2 ] |
| Hans Eduard Meier              | Suisse                | 1922-2014          | [ 2 ] |
| José Mendoza y Almeida         | France                | 1926               | [ 2 ] |
| Max Miedinger                  | Suisse                | 1910-1980          | Helvetica, Swiss 721 |
| Stanley Morison                | Royaume-Uni           | 1889-1967          | Times New Roman |
| William Morris                 | Royaume-Uni           | 1834-1896          | [ 2 ] |
| Joseph Moxon                   | Royaume-Uni           | 1967-1991          | |
| Robin Nicholas                 | Royaume-Uni           | 1947               | [ 2 ] |
| Gerrit Noordzij                | Pays-Bas              | 1931               | Ruse |
| Aldo Novarese                  | Italie                | 1920-1995          | Novarese, Eurostile |
| Mike Parker                    | Royaume-Uni           | 1929               | [ 2 ] |
| Charles Peignot                | France                | 1897-1983          | [ 2 ] |
| Louis Perrin                   | France                |                    | |
| Lucien Pissarro                | France                | 1863-1944          | [ 2 ] |
| Christophe Plantin             | France                | 15??-1589          | [ 2 ] |
| Charles Plumet                 | France                | 1861-1928          | |
| Adam Półtawski                 | Pologne               |                    | Antykwa Półtawskiego |
| Jean François Porchez          | France                | 1964               | Le Monde, Parisine, FF Angie |
| Eudald Pradell                 | Espagne               | 1721-1788          | |
| Vojtěch Preissig               | République tchèque    | 1873-1944          | |
| Thierry Puyfoulhoux            | France                | 1961               | [ 2 ] |
| François Rappo                 | Suisse                | 1955               | |
| Hans Reichel                   | Allemagne             | 1949-2011          | [ 2 ] |
| Paul Renner                    | Allemagne             | 1878-1956          | Futura, 1927 |
| Georges Revillon               | France et Russie      | 1802-1859          | |
| Charles Ricketts               | Royaume-Uni           | 1866-1930          | [ 2 ] |
| Émilie Rigaud                  | France                |                    | |
| Jim Rimmer                     | Canada                | 1934-2010          | |
| Bruce Rogers                   | États-Unis            | 1870-1957          | [ 2 ] |
| Jacques-François Rosart        | France                | 1744-1777          | [ 2 ] |
| Adolf Rusch                    | Allemagne             | 14??               | [ 2 ] |
| Rudolph Ruzicka                | République tchèque    | 1883-1978          | [ 2 ] |
| Jacques Sabon                  | France                | 1535-1580          | [ 2 ] |
| Alice Savoie                   | France                | 1984               | |
| Hans Schmidt (de)              | Allemagne             | 1923               | |
| Peter Schöffer                 | Allemagne             | 1425-1503          | [ 2 ] |
| Christian Schwartz             | États-Unis            | 1977               | Neutraface, Amplitude, Guardian Egyptian |
| Robert Slimbach                | États-Unis            | 1956               | Minion, Adobe Garamond, Utopia, Garamond Premier |
| Fred Smeijers                  | Pays-Bas              | 1961               | Quadraat, Arnhem, Fresco, DTL Nobel, Renard, Sansa |
| Jason Smith                    | Royaume-Uni           | 1971               | BBC One, ITV, Channel 4 |
| Erik Spiekermann               | Allemagne             | 1947               | FF Meta, ITC Officina, FF Info, FF Unit, etc. |
| Sumner Stone                   | États-Unis            | 1945               | Stone Sans, Stone Serif, Stone Informal, Stone Print, Cycles |
| Ludwig Sütterlin               | Allemagne             | 1865-1917          | |
| Alexander Tarbeev              | Russie                | 1965               | [ ru 1 ] |
| Ferdinand Theinhardt           | Allemagne             | 1820-1906          | |
| Jan Tschichold                 | Allemagne             | 1902-1974          | Sabon |
| Carol Twombly                  | États-Unis            | 1959               | Lithos, Myriad (cocréateur), Trajan, Charlemagne, Nueva, Adobe Caslon |
| Gerard Unger                   | Pays-Bas              | 1942               | Swift, Hollander, DTL Paradox, DTL Argo, Capitoleum, Flora, Praxis |
| Johann Friedrich Unger         | Allemagne             | 1753-1804          | [ 2 ] |
| Erik van Blokland              | Pays-Bas              | 1967               | [ 2 ] |
| Petr van Blokland              | Pays-Bas              | 1956               | [ 2 ] |
| Christoffel van Dijck          | Pays-Bas              | 1605-1669          | Monotype Van Dijck, Hollander et DTL Elzevir sont basés sur ses créations |
| Jan van Krimpen                | Pays-Bas              | 1892-1958          | Spectrum, Romanée, Romulus, Haarlemmer, Lutetia, Cancellaresca Bastarda |
| Rudy VanderLans                | Pays-Bas              | 1955               | [ 2 ] |
| Jovica Veljovic                | Yougoslavie           | 1954               | [ 2 ] |
| Justus Erich Walbaum           | Allemagne             | 1768-1839          | [ 2 ] |
| Emery Walker                   | Royaume-Uni           | 1851-1933          | [ 2 ] |
| Alexander Wilson               | Royaume-Uni           | 1714-1784          | [ 2 ] |
| Cornel Windlin                 | Suisse                | 1964               | [ 2 ] |
| Berthold Wolpe                 | Allemagne             | 1905-1989          | Albertus |
| Vladimir Yefimov               | Russie                | 1949-2012          | [ ru 2 ] |
| Doyald Young                   | États-Unis            | 1926-2011          | Young Baroque, Eclat |
| Hermann Zapf                   | Allemagne             | 1918-2015          | Palatino, Optima, Zapf Chancery, Zapf Dingbats, Zapfino |
| Gudrun Zapf von Hesse          | Allemagne             | 1918               | Diotima, Alcuin |
| Pascal Zoghbi                  | Liban                 | 1980               | Droid Arabic Kufi, Droid Arabic Naskh |

### Général
1. ↑  Klingspor-Museum Offenbach
2. 1 2 3 4 5 6 7 8 9 10 11 12 13 14 15 16 17 18 19 20 21 22 23 24 25 26 27 28 29 30 31 32 33 34 35 36 37 38 39 40 41 42 43 44 45 46 47 48 49 50 51 52 53 54 55 56 57 58 59 60 61 62 63 64 65 66 67 68 69 70 71 72 73 74 75 76 77 78 79 80 81 82 83 84 85 86 87 88 89 90 91 92 93 94 95 96 97 98 99 100 101 102 103 104 105 106 107 108 109 110 111 112 113 114 115 116 117 118 119 120 121 122 123  Macmillan 2006

### Russie
1. ↑   (en) Alexander Tarbeev - Paratype.com,  (ru) Alexander Tarbeev - British Higher School of Art & Design (Moscow), britishdesign.ru
2. ↑   (en) Vladimir Yefimov - Paratype.com,  (ru) Vladimir Yefimov - British Higher School of Art & Design (Moscow), britishdesign.ru (ru) Vladimir Yefimov - nécrologie, britishdesign.ru, 25.02.2012